# Whitehouse.gov

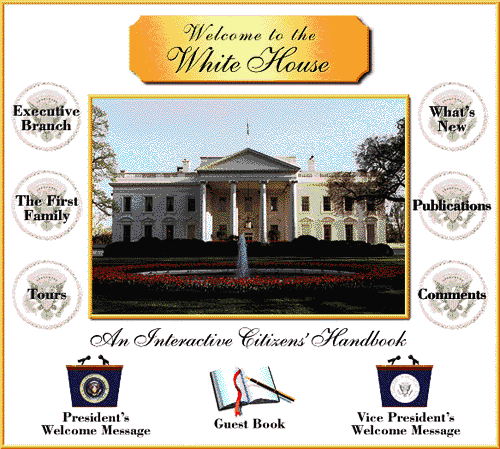
1995年比爾·柯林頓總統任內網站

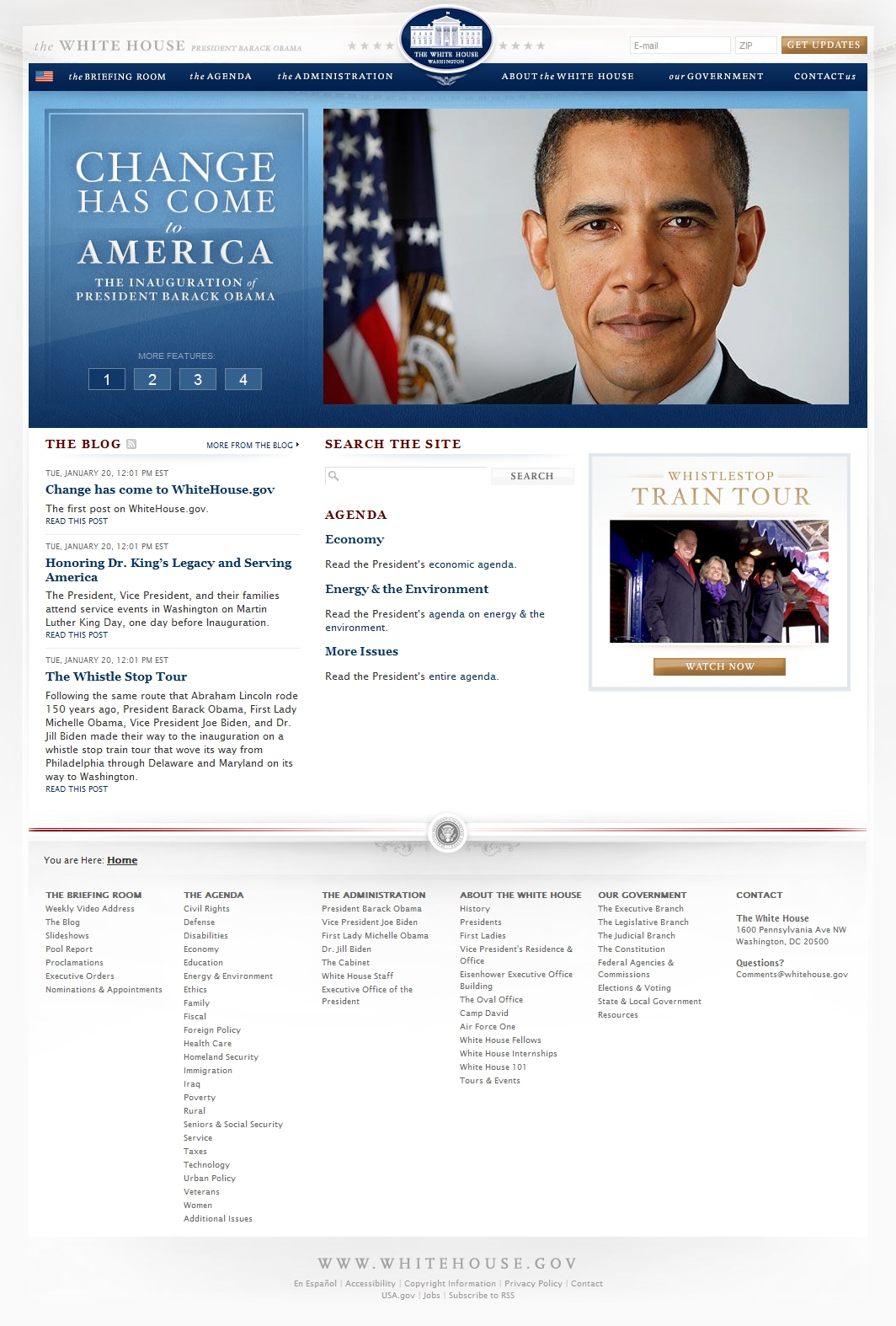
2009年1月20日，白宮網站在巴拉克·歐巴馬就任後更新。

whitehouse.gov（又稱wh.gov）為白宮的官方網站，由美國聯邦政府持有，於1994年10月比爾·柯林頓任內上線。
該網站的所有內容皆處於公有領域或以CC BY授權。

## 註解
^a  自第二届特朗普政府以来，该网站已不再提供西班牙语版本，而第一届特朗普政府时期的存档版本也未提供西班牙语版本。拜登、奥巴马和小布什政府时期的存档西班牙语版本仍然可用。